# Kibata
Kibata est une commune tanzanienne de la région de Lindi. Ce village proche de la côte comptait 11 344 habitants en 2022, soit une hausse de 3 000 âmes en 10 ans.
Le village s’élève à une altitude de 415 mètres au-dessus du niveau de la mer.

## Histoire
En 1916, les combats entre Britanniques et Allemands font rage en Tanzanie allemande, lors de la campagne d'Afrique de l'Est. Le 14 octobre 1916, des forces alliées atteignent le village de Kibata et s’y arrêtent pour se ravitailler. Au début du mois de décembres, alors que les Britanniques y sont toujours, une force allemande plus importante menée par Paul Emil von Lettow-Vorbeck arrive également dans la ville, entraînant un affrontement. Malgré plusieurs assauts ennemis, les Britanniques résistent et parviennent à repousser les Allemands.